# Lopinavir
Lopinavir este un medicament antiretroviral din clasa inhibitorilor de protează. Acesta este utilizat împotriva infecțiilor cu HIV într-o combinație de doze fixe cu un alt inhibitor de protează, ritonavir (lopinavir/ritonavir).
Acesta a fost patentat în anul 1995 și aprobat pentru uz medical în anul 2000.

## Efecte secundare
Efectele secundare, interacțiunile și contraindicațiile au fost evaluate numai în asocierea medicamentoasă lopinavir/ritonavir.

## Farmacologie
Lopinavir se leagă puternic de proteinele plasmatice (98-99%).
Există observații contradictorii cu privire la pătrunderea lopinavir în lichidul cefalorahidian (LCR). Rapoarte anecdotice susțin că lopinavir nu poate fi detectat în LCR. Cu toate acestea, într-un studiu de probe asociate de plasmă și LCR de la 26 pacienți tratați cu lopinavir/ritonavir s-a găsit lopinavir în LCR în concentrații peste IC50 în 77% din probe.

## Cercetare
Un studiu din 2014 indică faptul că lopinavir este eficient împotriva virusului papiloma uman (HPV). Studiul a folosit echivalentul a unui comprimat de două ori pe zi aplicat local pe cervixul unor femei care prezentau stări precanceroase superficiale sau avansate. După trei luni de tratament, 82,6% din femeile care prezentau stări avansate au revenit la starea normală a cervixului, confirmată prin frotiuri și biopsii. În 2020, s-a observat că lopinavir/ritonavir nu funcționează împotriva COVID-19.